# 신림초등학교 (전북)
신림초등학교는 대한민국 전북특별자치도 고창군 신림면 법지리에 있는 공립 초등학교이다.

## 학교 연혁
- 1928년 5월 10일 벽신공립보통학교 개교(설립인가 4월 20일)
- 1938년 4월 1일 신림공립심상소학교로 개칭
- 1941년 4월 1일 신림공립국민학교로 개칭
- 1950년 4월 1일 신림국민학교로 개칭
- 1981년 3월 1일 병설유치원 개원
- 1988년 3월 1일 특수학급 편성 운영
- 1996년 3월 1일 신림초등학교로 개칭
- 2014년 7월 30일 유네스코학교 가입
- 2014년 9월 1일 공동통학구형 어울림학교 지정
- 2019년 3월 1일 제 32대 박금영 교장 부임
- 2021년 1월 12일 제 89회 졸업(총 6899명)
- 2021년 3월 1일 7학급 편성(특수 1학급),병설유치원 1학급 편성

## 학교 상징
- 교화 - 백일홍(배롱나무)(희망, 조화) : 은은한 향기를 자랑하는 백일홍처럼 언제나 향기로운 사람이 되라
- 교목 - 향나무 : 생각을 풍요롭게 마음을 편안하게 정신은 고결하게 향나무처럼 바른 심성을 갖고 생각을 풍요롭게 하여 창의력을 발휘하는 사람이 되라
- 교조 - 까치(기쁨, 소식, 보은) : 신림 학교 어린이에게 항상 좋은 소식이 있고 은혜에 보답하는 사람이 되라

## 참고 자료
- 신림초등학교 - 한국교육학술정보원 학교알리미